# بيارناري
بيارناري (بالإنجليزية: Bjarnarey)‏ هي جزيرة تقع في يستمان جنوب آيسلندا. عدد سكانها 3 أشخاص. وهي واحدة من أصل 18 جزيرة من جزء يستمان.